# Giải đua ô tô Công thức 1 Úc 2011

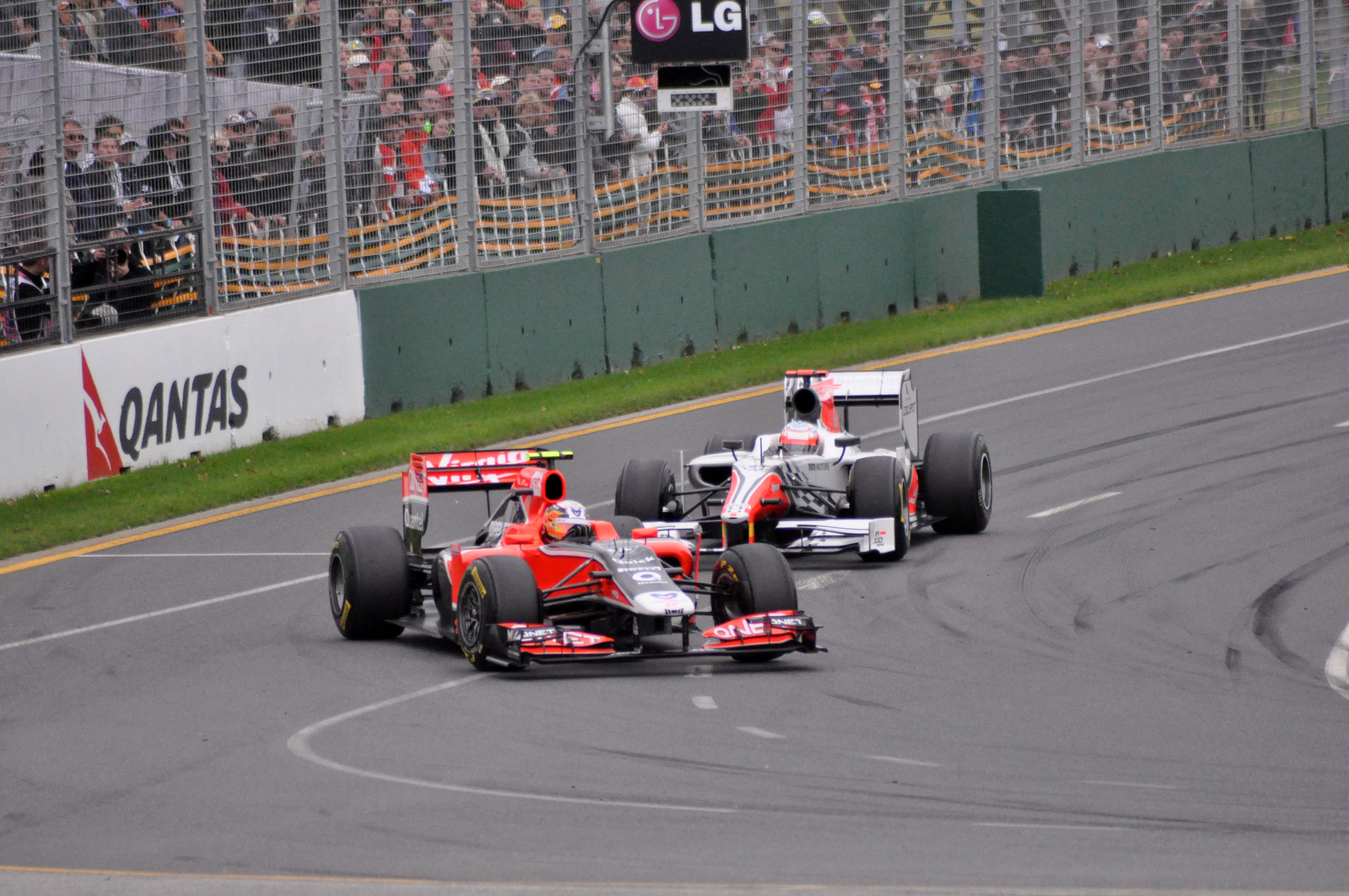
2011 Australian GP Virgin HRT

Giải đua ô tô Công thức 1 Úc năm 2011 là chặng đua đầu tiên của giải vô địch thế giới Công thức 1 năm 2011. Giải được tổ chức ngày 27 tháng 3 năm 2011, gồm 58 vòng đua với chiều dài hơn 307 km. Người chiến thắng chặng này là đương kim vô địch thế giới Sebastian Vettel của đội đua Red Bull Racing, sau khi giành được quyền xuất phát ở vị trí đầu tiên. Lewis Hamilton của McLaren về nhì và Vitaly Petrov của Renault về thứ ba. Đây là lần đầu tiên Petrov có mặt trên bục danh dự (podium) và cũng là lần đầu tiên một tay đua người Nga có tên trong ba vị trí xếp đầu.

## Vòng phân hạng
Đương kim vô địch Vettel thể hiện phong độ tốt bằng kết quả vượt trội trên đường đua Albert Park khi dẫn đầu trong cả ba vòng phân hạng, bỏ xa tay đua đứng thứ hai tới 0,778 giây. Đồng đội của Vettel tại Red Bull là Webber giành vị trí thứ ba để khẳng định sức mạnh của đội nhà ở mùa giải 2011.
Các tay đua còn lại dù rất cố gắng nhưng phần lớn đều không vượt qua được đội đua nước Áo. Chỉ có McLaren với Hamilton nỗ lực giành được vị trí thứ hai, xuất phát giữa hai tay đua của Red Bull và cựu vô địch Button ở vị trí thứ tư.
Trong khi đó, dù có kết quả tốt trong các cuộc đua thử nghiệm trước mùa giải của Ferrari nhưng Alonso chỉ xuất phát thứ năm và Massa thứ tám khiến khả năng của chiếc F150 Italia bị nghi ngờ.
Ở nhóm sau, hai tay đua kì cựu người Đức Schumacher (Mercedes) và Heidfeld (Renault) gây thất vọng khi chỉ xuất phát thứ 11 và 18 sau khi xe gặp trục trặc kỹ thuật. Hai người đồng đội trẻ của họ lại có thành tích khá ấn tượng khi Rosberg và Petrov lần lượt xuất phát thứ bảy và sáu. Hai tay đua trẻ khác là Kobayashi (Sauber) và Buemi (Toro Rosso) chiếm hai vị trí xuất phát cuối cùng ở mười vị trí đầu tiên.
Đội đua Hispania không được tham gia cuộc đua chính thức bởi thành tích của hai tay đua trong đội Liuzzi và Karthikeyan ở vòng phân hạng thứ nhất vượt quá 1 phút 31,266 giây, tương đương với 107% thành tích của người dẫn đầu Vettel tại vòng phân hạng này.
| TT                       | Số xe | Tay đua            | Đội đua              | Vòng 1   | Vòng 2   | Vòng 3   | Vị trí |
| ------------------------ | ----- | ------------------ | -------------------- | -------- | -------- | -------- | ------ |
| 1                        | 1     | Sebastian Vettel   | Red Bull-Renault     | 1:25.296 | 1:24.090 | 1:23.529 | 1      |
| 2                        | 3     | Lewis Hamilton     | McLaren-Mercedes     | 1:25.384 | 1:24.595 | 1:24.307 | 2      |
| 3                        | 2     | Mark Webber        | Red Bull-Renault     | 1:25.900 | 1:24.658 | 1:24.395 | 3      |
| 4                        | 4     | Jenson Button      | McLaren-Mercedes     | 1:25.886 | 1:24.957 | 1:24.779 | 4      |
| 5                        | 5     | Fernando Alonso    | Ferrari              | 1:25.707 | 1:25.242 | 1:24.974 | 5      |
| 6                        | 10    | Vitaly Petrov      | Renault              | 1:25.543 | 1:25.582 | 1:25.247 | 6      |
| 7                        | 8     | Nico Rosberg       | Mercedes             | 1:25.856 | 1:25.606 | 1:25.421 | 7      |
| 8                        | 6     | Felipe Massa       | Ferrari              | 1:26.031 | 1:25.611 | 1:25.599 | 8      |
| 9                        | 16    | Kamui Kobayashi    | Sauber-Ferrari       | 1:25.717 | 1:25.405 | 1:25.626 | 9      |
| 10                       | 18    | Sébastien Buemi    | Toro Rosso-Ferrari   | 1:26.232 | 1:25.882 | 1:27.066 | 10     |
| 11                       | 7     | Michael Schumacher | Mercedes             | 1:25.962 | 1:25.971 |          | 11     |
| 12                       | 19    | Jaime Alguersuari  | Toro Rosso-Ferrari   | 1:26.620 | 1:26.103 |          | 12     |
| 13                       | 17    | Sergio Pérez       | Sauber-Ferrari       | 1:25.812 | 1:26.108 |          | 13     |
| 14                       | 15    | Paul di Resta      | Force India-Mercedes | 1:27.222 | 1:26.739 |          | 14     |
| 15                       | 12    | Pastor Maldonado   | Williams-Cosworth    | 1:26.298 | 1:26.768 |          | 15     |
| 16                       | 14    | Adrian Sutil       | Force India-Mercedes | 1:26.245 | 1:31.407 |          | 16     |
| 17                       | 11    | Rubens Barrichello | Williams-Cosworth    | 1:26.270 | Xe hỏng  |          | 17     |
| 18                       | 9     | Nick Heidfeld      | Renault              | 1:27.239 |          |          | 18     |
| 19                       | 20    | Heikki Kovalainen  | Lotus-Renault        | 1:29.254 |          |          | 19     |
| 20                       | 21    | Jarno Trulli       | Lotus-Renault        | 1:29.342 |          |          | 20     |
| 21                       | 24    | Timo Glock         | Virgin-Cosworth      | 1:29.858 |          |          | 21     |
| 22                       | 25    | Jérôme d'Ambrosio  | Virgin-Cosworth      | 1:30.822 |          |          | 22     |
| 107% thời gian: 1:31.266 |       |                    |                      |          |          |          |        |
| 23                       | 23    | Vitantonio Liuzzi  | HRT-Cosworth         | 1:32.978 |          |          | Loại   |
| 24                       | 22    | Narain Karthikeyan | HRT-Cosworth         | 1:34.293 |          |          | Loại   |

## Vòng đua chính
Ở vị trí xuất phát đầu tiên, Vettel đã dễ dàng về nhất chặng, bỏ xa các đối thủ còn lại, hơn tay đua về nhì tới 22,297 giây. Tay đua người Đức lần thứ 11 giành chiến thắng chặng trong sự nghiệp thi đấu. Lần đầu tiên Vettel có điểm tại chặng đua ở Úc, đồng thời cũng là lần đầu anh giành ngôi nhất ở chặng mở màn mùa giải Công thức 1. Tay đua 24 tuổi của Red Bull dẫn đầu trong gần như toàn bộ thời gian thi đấu ngoại trừ lúc vào pit thay lốp trước Hamilton ở vòng 14. Vettel rất ít khi phải chịu sức ép từ các tay đua phía sau.
Ở nhóm đầu, hai chiếc xe của Vettel và Hamilton về đích sau khi tạo được khoảng cách an toàn với nhóm còn lại nhờ áp dụng thành công chiến thuật hai lần vào pit. Một tay đua khác cũng thành công với chiến thuật hai lần vào pit là Petrov khi anh giành được vị trí còn lại trên bục podium, thành tích đáng khích lệ của Renault khi tay đua chủ lực Kubica vắng mặt do chấn thương. Trong khi đó Webber mắc sai lầm khi cua quá rộng và để tuột vị trí thứ tư vào tay Alonso ở lần vào pit cuối cùng. Hai tay đua này dùng chiến thuật vào pit 3 lần.
Với chiến thắng lần này Red Bull tiếp tục khẳng định sức mạnh vượt trội của chiếc RB7 so với phần còn lại. Trong khi đó, màn trình diễn khá thuyết phục ở Úc đã khẳng định tiềm lực của McLaren. Đối thủ lâu đời của đội đua nước Anh là Ferrari dù đạt thành tích không tệ nhưng sức mạnh của đội đua Ý dường như quá phụ thuộc vào phong độ cá nhân của Alonso. Một đội đua khác gây thất vọng là Mercedes GP, khi cả Schumacher và Rosberg đều không tạo được sức cạnh tranh tương xứng như mong đợi và phải sớm bỏ cuộc.
Kết quả thi đấu của hai tay đua Sauber đã không được tính tại chặng đua này. Sau khi kiểm tra hai chiếc C30 của Perez và Kobayashi sau cuộc đua, ban tổ chức kết luận thiết kế của cánh gió phía sau chiếc C30 đã vi phạm luật về thiết kế xe Công thức 1 của Liên đoàn đua xe thế giới. Với phán quyết trên, thành tích đứng thứ 7 và thứ 8 của bộ đôi Sauber bị huỷ. Qua đó, Massa leo lên vị trí thứ 7, Buemi vươn lên thứ 8, bộ đôi Sutil và di Resta của Force India đứng thứ 9 và 10. Di Resta có điểm ở ngay lần đầu tiên tham gia một chặng đua Công thức 1. Đội đua Sauber dự tính sẽ kháng án đối với phán quyết của FIA.
| TT   | Số xe | Tay đua            | Đội đua              | Số vòng hoàn thành | Thời gian/ Lý do bỏ cuộc | Vị trí xuất phát | Điểm |
| ---- | ----- | ------------------ | -------------------- | ------------------ | ------------------------ | ---------------- | ---- |
| 1    | 1     | Sebastian Vettel   | Red Bull-Renault     | 58                 | 1:29:30.259              | 1                | 25   |
| 2    | 3     | Lewis Hamilton     | McLaren-Mercedes     | 58                 | +22.297                  | 2                | 18   |
| 3    | 10    | Vitaly Petrov      | Renault              | 58                 | +30.560                  | 6                | 15   |
| 4    | 5     | Fernando Alonso    | Ferrari              | 58                 | +31.772                  | 5                | 12   |
| 5    | 2     | Mark Webber        | Red Bull-Renault     | 58                 | +38.171                  | 3                | 10   |
| 6    | 4     | Jenson Button      | McLaren-Mercedes     | 58                 | +54.304                  | 4                | 8    |
| 7    | 6     | Felipe Massa       | Ferrari              | 58                 | +1:25.186                | 8                | 6    |
| 8    | 18    | Sébastien Buemi    | Toro Rosso-Ferrari   | 57                 | +1 vòng                  | 10               | 4    |
| 9    | 14    | Adrian Sutil       | Force India-Mercedes | 57                 | +1 vòng                  | 16               | 2    |
| 10   | 15    | Paul di Resta      | Force India-Mercedes | 57                 | +1 vòng                  | 14               | 1    |
| 11   | 19    | Jaime Alguersuari  | Toro Rosso-Ferrari   | 57                 | +1 vòng                  | 12               |      |
| 12   | 9     | Nick Heidfeld      | Renault              | 57                 | +1 vòng                  | 18               |      |
| 13   | 21    | Jarno Trulli       | Lotus-Renault        | 56                 | +2 vòng                  | 20               |      |
| 14   | 25    | Jérôme d'Ambrosio  | Virgin-Cosworth      | 54                 | +4 vòng                  | 22               |      |
| Kxh  | 24    | Timo Glock         | Virgin-Cosworth      | 49                 | +9 vòng                  | 21               |      |
| Bc   | 11    | Rubens Barrichello | Williams-Cosworth    | 48                 | Truyền động              | 17               |      |
| Bc   | 8     | Nico Rosberg       | Mercedes             | 22                 | Va chạm                  | 7                |      |
| Bc   | 20    | Heikki Kovalainen  | Lotus-Renault        | 19                 | Rò nước                  | 19               |      |
| Bc   | 7     | Michael Schumacher | Mercedes             | 19                 | Va chạm                  | 11               |      |
| Bc   | 12    | Pastor Maldonado   | Williams-Cosworth    | 9                  | Truyền động              | 15               |      |
| Loại | 17    | Sergio Pérez       | Sauber-Ferrari       | 58                 | Bị loại                  | 13               |      |
| Loại | 16    | Kamui Kobayashi    | Sauber-Ferrari       | 58                 | Bị loại                  | 9                |      |

Chú thích
- Kxh: không được xếp hạng do chưa hoàn thành đủ 90% quãng đường
- Bc: bỏ cuộc
- Loại: bị loại dù đã hoàn thành cuộc đua

## Xếp hạng sau chặng đua
5 tay đua và 5 đội đua dẫn đầu
| TT | Tay đua          | Điểm |
| -- | ---------------- | ---- |
| 1  | Sebastian Vettel | 25   |
| 2  | Lewis Hamilton   | 18   |
| 3  | Vitaly Petrov    | 15   |
| 4  | Fernando Alonso  | 12   |
| 5  | Mark Webber      | 10   |

| TT | Đội đua            | Điểm |
| -- | ------------------ | ---- |
| 1  | Red Bull–Renault   | 35   |
| 2  | McLaren–Mercedes   | 26   |
| 3  | Ferrari            | 18   |
| 4  | Renault            | 15   |
| 5  | Toro Rosso–Ferrari | 4    |